# Alford (Flórida)
Alford é uma vila localizada no estado americano da Flórida, no condado de Jackson. Foi incorporada em 1959.

## Geografia
De acordo com o United States Census Bureau, a vila tem uma área de 2,8 km², onde 2,77 km² estão cobertos por terra e 0,03 km² por água.

### Localidades na vizinhança
O diagrama seguinte representa as localidades num raio de 32 km ao redor de Alford. 

## Demografia
Segundo o censo nacional de 2010, a sua população é de 489 habitantes e sua densidade populacional é de 176,45 hab/km². Possui 240 residências, que resulta em uma densidade de 86,6 residências/km².